# 덴포잔 하버 빌리지

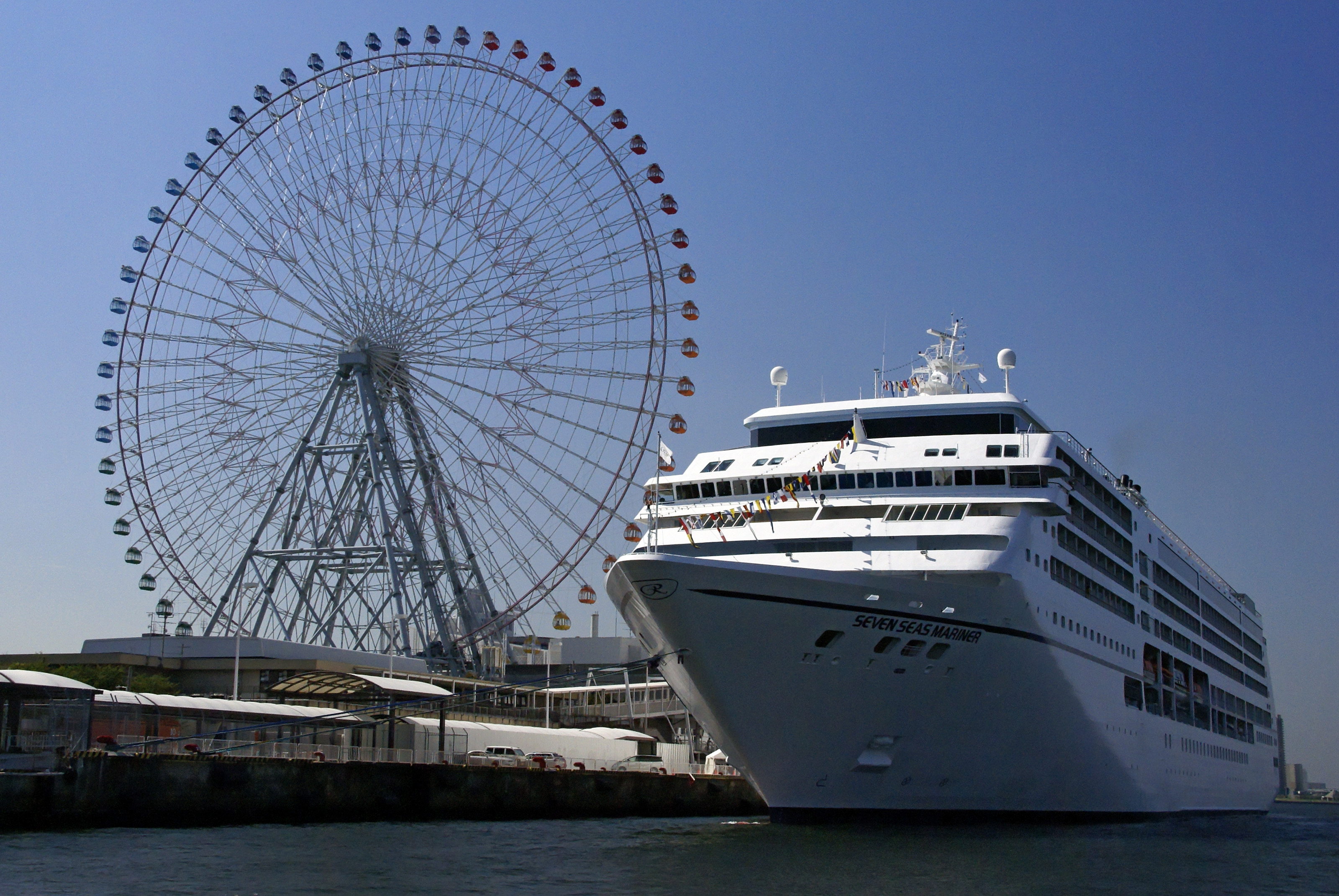
덴포잔 하버 빌리지

덴포잔 하버 빌리지(일본어: 天保山ハーバービレッジ)는 오사카 항의 워터 프론트 개발 계획의 일환으로 오사카 항의 덴포잔 지역에 1990년 7월에 개업한 시설이다. 시설의 대부분은 오사카가 출자하는 제3섹터의 가이유칸이 운영하고 있다.

## 주요 시설
- 회사 가이유칸이 운영하는 시설
  - 가이유칸
  - 덴포잔 마켓 플레이스
  - 덴포잔 대관람차
- 기타의 기업 · 단체가 운영하는 시설
  - 산토리 뮤지엄
  - 산타마리아
- 공공 시설
  - 덴포잔 선객 터미널
  - 덴포잔 공원